# 4335 Verona
4335 Verona је астероид главног астероидног појаса са пречником од приближно 5,15 .
Афел астероида је на удаљености од 2,697 астрономских јединица (АЈ) од Сунца, а перихел на 1,725 АЈ.
Ексцентрицитет орбите износи 0,219, инклинација (нагиб) орбите у односу на раван еклиптике 3,104 степени, а орбитални период износи 1201,342 дана (3,289 године).
Апсолутна магнитуда астероида је 13,60 а геометријски албедо 0,241.
Астероид је откривен 1. новембра 1983. године.